# Zuidelijke sneeuwvlo
De zuidelijke sneeuwvlo (Boreus westwoodi) is een insect uit de orde van de Mecoptera, familie van de Boreidae (Sneeuwvlooien).
Het diertje wordt zo'n 3,5 millimeter groot. De grondkleur is zwart met groene metaalglans. Het vrouwtje heeft aan haar zij een lichtgele vlek. De snavel is oranjegeel met een bruine punt. Dit onderscheidt de soort van de sneeuwspringer (Boreus hyemalis). Ook de legboor bij het wijfje is oranjegeel. Het mannetje heeft gedegenereerde naar boven stekende vleugelstompjes. Deze stompjes worden gebruikt tijdens de paring. Het mannetje grijpt daarmee van onderaf het vrouwtje.
De zuidelijke sneeuwvlo is in de winter actief, van oktober tot maart. De larven en imagines leven vooral van mossen. De larven leven in de grond en verpoppen aldaar.
De zuidelijke sneeuwvlo komt voor in delen van Centraal Europa, Zuid-Europa en Scandinavië. Niet in Nederland of België.